# Chile habanero de Yucatán
El chile habanero de Yucatán es una denominación de origen mexicana que protege e identifica al chile habanero (Capsicum chinense) producido en la península de Yucatán, estados de Campeche, Quintana Roo y Yucatán.  
Aunque el chile habanero también se produce en otros estados (Baja California Sur, San Luis Potosí, Sonora y Tabasco), son las entidades que forman la Península de Yucatán (Yucatán, Quintana Roo y Campeche), los que poseen la Denominación de Origen del chile habanero desde el año 2010, la cual certifica su autenticidad. Se trata de la variedad de chile más picante desarrollada de forma natural, y está muy ligada a la gastronomía yucateca, siendo ingrediente de la cochinita pibil, el escabeche oriental, el queso relleno, los papadzules, el puchero, el frijol con puerco, el relleno negro...
Se cree que el chile habanero es originario de Sudamérica, y pudo haber llegado a la península durante la época colonial desde Cuba, de ahí su nombre. En la actualidad, es la segunda hortaliza, tras el tomate, en cuanto a superficie cultivada.

## Denominación de origen
El chile habanero de Yucatán fue declarado denominación de origen por el gobierno mexicano el 4 de junio de 2010, vinculado a la región geográfica de la Península de Yucatán conformada por la totalidad de los estados de Campeche, Quintana Roo y Yucatán.
A nivel internacional, el gobierno mexicano registró la denominación de origen ante la Organización Mundial de la Propiedad Intelectual, conforme al Sistema de Lisboa, en 2011, para el mismo territorio.